# ويلي فنسنت
ويلي فنسنت (بالإنجليزية: Willy Vincent)‏ هو لاعب كرة قدم موريشيوسي، ولد في 18 نوفمبر 1966 في موريشيوس.

## وصلات خارجية
- ويلي فنسنت على موقع قاعدة بيانات كرة القدم.إي يو (الإنجليزية)
- ويلي فنسنت على موقع ناشيونال فوتبول تيمز (الإنجليزية)
- ويلي فنسنت على موقع Soccerway.com (الإنجليزية)
- ويلي فنسنت على موقع عالم كرة القدم.نت (الإنجليزية)